# Acanthogorgiidae
Acanthogorgiidae Gray, 1859 è una famiglia di octocoralli dell'ordine Alcyonacea.

## Descrizione
Acanthogorgiidae comprende oltre 110 specie di gorgonie con vistosi polipi non retrattili e un asse di gorgonina che circonda un ampio nucleo centrale cavo a camera incrociata. La famiglia non è monofiletica e diversi generi (Acanthogorgia, Anthogorgia) sembrano essere parafiletici con Plexauridae.
Gli Acanthogorgiidae hanno una distribuzione cosmopolita in tutti i mari e a tutte le profondità, anche se si ritrovano maggiormente negli habitat tropicali ed a profondità medie-elevate. In maggioranza sono privi di zooxanthellae. La loro forma molto spesso è a ventaglio e hanno colorazioni intense con tonalità che variano dal giallo, rosso, aranciato, porpora, azzurro e violaceo. In genere misurano circa 50-60 centimetri di altezza e larghezza, ma possono estendersi fino a 2 metri in entrambe le direzioni. Nel Mediterraneo sono presenti le specie Acanthogorgia hirsuta e Acanthogorgia armata, che vivono perlopiù su fondali misti di sabbia e rocce a profondità dai 50-60 metri fino a 250 metri.

## Tassonomia
La famiglia è composta dai seguenti generi:
- Acanthogorgia Gray, 1857
- Anthogorgia Verrill, 1868
- Calcigorgia Broch, 1935
- Calicogorgia Thomson & Henderson, 1906
- Cyclomuricea Nutting, 1908
- Muricella Verrill, 1868
- Versluysia Nutting, 1910